# Standard Dimension Ratio

Schnitt durch ein (Kunststoff-)Rohr

Standard Dimension Ratio (SDR; engl. für Standard-Abmessungs-Verhältnis) ist eine zur Klassifizierung von PE-, PP- und anderen Kunststoffrohren gebräuchliche Kennzahl mit der Einheit Eins, die das Verhältnis zwischen Außendurchmesser {\displaystyle D} und Wanddicke {\displaystyle b} eines Rohres wiedergibt:
{\displaystyle \mathrm {SDR} ={\frac {D}{b}}={\frac {d}{b}}+2}
mit dem Rohrinnendurchmesser {\displaystyle d}.
Die SDR-Zahl dient zur Angabe der Druckbeständigkeit (vgl. Kesselformel); um eine gewisse Druckbeständigkeit zu gewährleisten, ist je nach Materialart eine bestimmte maximale SDR-Zahl notwendig. Es gilt:
Je größer die Wandstärke, desto kleiner die SDR-Zahl und desto druckbeständiger das Rohr.
Gebräuchlich sind folgende SDR-Zahlen:
| Standard Dimension Ratio | entspricht Rohrserie | Nenndruck für PE 100 |
| ------------------------ | -------------------- | -------------------- |
| SDR 5                    | S2                   | PN 40                |
| SDR 7.4                  | S3.2                 | PN 25                |
| SDR 11                   | S5                   | PN 16                |
| SDR 13.6                 | S6.3                 | PN 12.5              |
| SDR 17                   | S8                   | PN 10                |
| SDR 17.6                 |                      |                      |
| SDR 26                   | S12.5                | PN 4                 |
| SDR 33                   |                      |                      |

Die Rohrserie S und die SDR-Zahl lassen sich ineinander umrechnen:
{\displaystyle \mathrm {S} =0,5\cdot (\mathrm {SDR} -1)}